# Olena Parkhomchuk
Olena Parkhomchuk ( en ucraniano: Пархомчук Олена Станіславівна, también escrito como Yelena Parkhomchuk o Elena Parkhomchuk ) (16 de marzo de 1966) es una politóloga ucraniana. Galardonada en 2012 con el Premio Estatal de Ucrania en Ciencia y Tecnología.

## Biografía
Olena Parkhomchuk asistió a la Universidad Nacional Taras Shevchenko de Kiev y se graduó en 1988 en la Facultad de Estudios Romano-Germánicos. Continuó estudiando allí como estudiante de posgrado y se graduó con un doctorado de la Facultad de Relaciones Internacionales y Política Exterior en 1992.
Profesora en el Departamento de Relaciones Internacionales y Política Exterior del Instituto de Relaciones Internacionales de la Universidad Nacional Taras Shevchenko de Kiev estudia la política exterior de Ucrania y el desarrollo histórico de los sistemas internacionales. En 2001, pasó un semestre realizando investigaciones en la Universidad de Hull. Fue coautora del libro Relaciones Internacionales y Política Exterior 1980-2000, El libro de texto Relaciones internacionales del siglo XX escrito junto con Olena Koppel, otra profesora de Relaciones Internacionales y Política Exterior de Taras Shevchenko, que cubre la creación del Sistema Versalles-Washington de relaciones internacionales, su colapso después de la Segunda Guerra Mundial y las relaciones internacionales durante y después de la Guerra Fría. Por sus contribuciones a la serie de libros de texto de 2008 Ucrania en la política mundial, Olena Parkhomchuk fue nombrada ganadora del Premio Estatal de Ucrania en el campo de la ciencia y la tecnología en 2012.

## Trabajos seleccionados
- Relaciones internacionales y política exterior 1980-2000, coautora (2001)[6]
- Sistemas de relaciones internacionales (2007)[7]
- Relaciones internacionales del siglo XX, con Olena Koppel (2009)[3]
- Relaciones internacionales y política mundial (2010)[8]

## Premios y reconocimientos
- Premio estatal de Ucrania en el campo de la ciencia y la tecnología (2012)[5]